# Mohamed Akalay
Mohamed Akalay (en árabe: محمد أقلعي‎) es un escritor marroquí en lengua española, nacido en 1946 en Larache, protectorado español de Marruecos, actualmente Marruecos. 

## Biografía
Realizó estudios de literatura española en la Universidad de Rabat. Estudió inglés en Londres y se licenció en literatura española en la Universidad Abdelmalik as-Sa'di de Tetuán. Es doctor en filología española por la Universidad de Sevilla. Como hispanista, ha estudiado la influencia árabe en los clásicos españoles, especialmente en el Quijote y en la Picaresca, a través de varios artículos y en el ensayo Las Maqâmât y la Picaresca: al-Hamadânî y al-Harîrî; Lazarillo de Tormes y Guzmán de Alfarache. Composición e Impreso (Tánger, 1996). 
Como narrador, ha publicado numerosos relatos en las principales revistas de Marruecos y ha sido antologado en La puerta de los vientos. Narradores marroquíes contemporáneos (Barcelona, 2004). Ha obtenido el Premio Eduardo Mendoza de narración corta 2003, el Premio Victoria Kent de relatos breves 2004 y el Premio Sial de Narrativa 2006 por su obra Entre Tánger y Larache. Fue condecorado con el grado de la Cruz de Oficial de la Cruz Oficial de la Orden del Mérito Civil por el Rey Juan Carlos I. Es miembro fundador de la Asociación de Escritores Marroquíes en Lengua Española y actualmente es Presidente de la misma.

## Obras
- Las Maqamat y la picaresca: Al-Hamadanî y al-Harîrî; Lazarillo y Guzmán. (Segunda edición, 2005)
- Entre dos mundos (Tánger, 2003)
- Akalay, Mohamed. «Entre Tánger y Larache». Madrid: Sial Ediciones. Consultado el 21 de noviembre de 2010.(Prólogo de Cristián H. Ricci)